# Saitama Seibu Lions
SEIBU Lions (jap. 西武ライオンズ Saitama Seibu Raionzu) – japoński klub baseballowy z Tokorozawy, występujący w zawodowej lidze Nippon Professional Baseball.
Klub powstał w 1950 roku pod nazwą Nishitetsu Clippers. W późniejszym okresie kilkakrotnie zmieniał nazwę (Nishitetsu Lions 1951–1972, Taiheiyo Club Lions 1973–1976, Crown Lighter Lions 1977–1978, Seibu Lions 1979–2007. Od 2008 r. występuje jako Saitama Seibu Lions.

## Sukcesy
- Zwycięstwa w Japan Series (13):
1956–1958, 1982–1983, 1986–1988, 1990–1992, 2004, 2008
- Zwycięstwa w Pacific League (21):
1954, 1956–1959, 1963, 1982–1983, 1985–1988, 1990–1994, 1997–1998, 2002, 2004, 2008